# Сонячне мистецтво

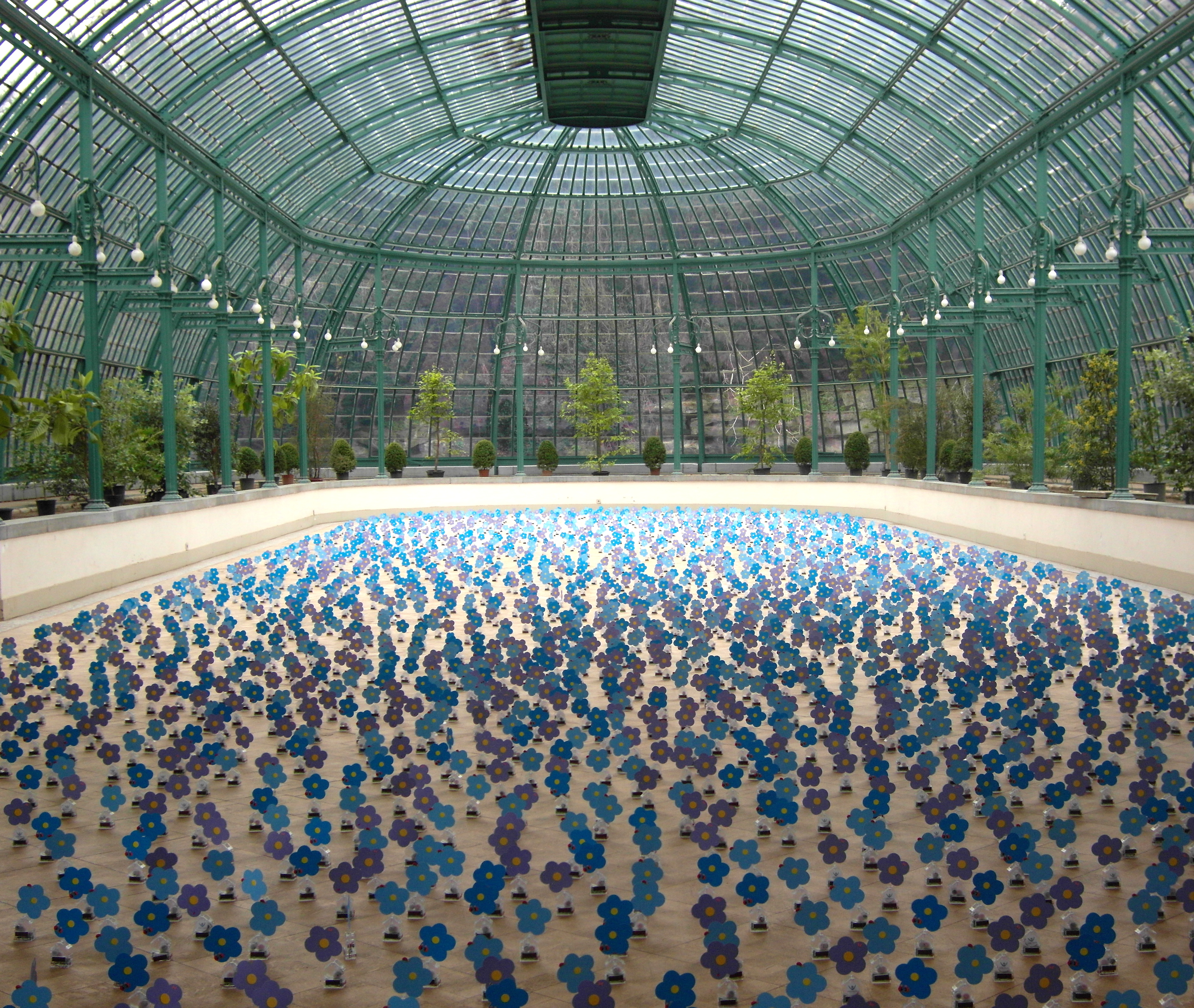
Танцюючі сонячні незабудки. Олександр Данг, Королівські оранжереї в Лакені, Брюссель 2010

Сонячне мистецтво - напрям сучасного мистецтва, яке об'єднує нові технології, здатні збирати і використовувати сонячну енергію  . Твори сонячного мистецтва пропонують задіяти ресурси і можливості, які до сих пір не використовувалися в області мистецтва  .

## Походження
Контекст появи цього виду мистецтва безпосередньо пов'язаний з поточною глобальною соціально-політичною ситуацією, а саме зі зростаючою необхідністю відмовитися від використання викопного палива і необхідністю нарощувати нові види енергії, які були б набагато ефективнішими при використанні поновлюваних ресурсів . Цей процес змін відбивається в світі мистецтва, який хоче брати активну участь в досягненні цієї мети. Серед усіх цих екологічно обґрунтованих художніх починань деякі групи дизайнерів хочуть використовувати науку про виробництво сонячної енергії як невід'ємну частину своєї художньої творчості  . Роботи сонячного мистецтва показують, наскільки мистецтво, архітектура і нові технології можуть бути переплетені в основі художньої ідеї  .</br>

## Solar Artworks
Американський проект Solar Artworks виник з інтересу до нових форм міських ландшафтів, які можуть поліпшити життя мешканців міст. Цей проект об'єднує найважливіші твори сонячного мистецтва з метою глибокого розуміння їх дизайну і концепцій. Кінцева мета проекту The Solar Artworks Project - стати всеосяжним джерелом інформації про цей новий вид творів мистецтва і просувати його для нових міських ландшафтів.
Site internet de The Solar Artworks ProjectSolar Arts Building - перший музей, присвячений сонячному мистецтву. Він відкрився 6 вересня 2012 року в місті Міннеаполіс, колишньому індустріальному центрі економіки США. Концепція музею, який також є резиденцією художників, полягає в тому, щоб, з одного боку, демонструвати роботи сонячного мистецтва, а з іншого - демонструвати можливість збереження великих промислових міст здатних дотримуватися нових енергетичних технологій.
Колектив, який розробив будівлю Solar Arts Building, купив цей будинок і переробив в музей. Таким чином, вони повністю відремонтували будівлю в будівлю з нульовим рівнем викидів і встановили сонячні панелі на даху. Цей підхід прекрасно узгоджується з їх метою пробудження чутливості до сталого розвитку через сонячне мистецтво  .

## Деякі твори сонячного мистецтва
Нижче не повний список основних робіт сонячного мистецтва, а також естетичне бачення виробництва сонячної енергії їх авторами:
- «Привітання Сонця» - Нікола Башич (Хорватія). Символічна міська установка, яка завдяки фотоелектричним елементам, вбудованим вздовж набережної річки, перетворює сонячну енергію в світло, що виходить від проекторів [5] .

- «Танцюючі сонячні незабудки» - Олександр Данг (Норвегія). У цих установках, дуже простих за зовнішнім виглядом, але надзвичайно складних з технічної точки зору, Олександр Данг об'єднує нові технології, корисні для навколишнього середовища, використовуючи сонячну енергію як засіб вираження [6] .

- «Сонячна мирна скульптура» - Фред Георгій (Німеччина). Скульптура заввишки 18 метрів складається з 80 нафтових бочок, з сонячною панеллю на кожній з них. Структура виробляє енергію, яка йде в міську електромережу [7] .

- Проект «Сонячне дерево» - Рейн Тріфелд (США). Вже більше десяти років Рейн Тріфелдт створює скульптури, які вловлюють енергію сонця. Його робота поєднує в собі елементи традиційної скульптури і матеріалів з фотоелектричною технологією [8] .

Слід зазначити, що еволюція сонячного мистецтва буде визначатися художнім баченням його художників, а також технологічними досягненнями в області видобутку сонячної енергії .